# 独立派
独立派（英語：Independent）是英国教会的历史中的一派，该派主张对宗教和教会事务进行地方教会管理，反对教会或政治上更广泛的地域等级制。英国内战、英格兰共和国和护国公时期，独立派在1642年至1660年间影响尤为突出，其中议会军支持独立派宗教观点，反对保王党的英国国教或劳德主义及议会本身支持的长老会。独立人士主张非天主教徒的宗教自由。

## 历史
在第一次英国内战期间，议会事业得到了支持议会传统的英国圣公会、长老宗和独立派联盟的支持。在战争前和战争初期，以约翰·皮姆为首的长老会处于优势地位。然而，从1643年与长老宗苏格兰人就《莊嚴盟約》谈判结盟的结果来看，独立派党的力量足以阻止长老宗主义强加给他们。
新模范军成立后，独立派人的力量随着军队的命运而增长，因为独立派人在军队中担任了许多高级职务（其中最著名的是奥利弗·克伦威尔）。1648年，在第二次内战结束时，陆军中的独立派力量强大到足以将所有反对他们的人从议会中清除出去，这就是所谓傲慢的清洗。
傲慢的清洗之后，由约50名独立派议员组成的所谓伦普议会于1649年1月批准了对国王查理一世的审判和处决，建立了共和制的英国联邦。
在接下来的十年里，独立派一直主导着英国的政治，直到复辟前不久。
复辟后，英国议会由圣公会教徒主导，他们是议会派和保王党的支持者，他们实行《克拉伦登法典》。这与《测试法案》相结合，排除了所有不守成规者担任民事或军事职务，并阻止他们被剑桥大学和牛津大学授予学位。
许多非正统派后来移民到北美殖民地。